# Not About Love
"Not About Love" é uma canção escrita por Fiona Apple, e produzido por Mike Elizondo e Brian Kehew para seu terceiro álbum de estúdio, Extraordinary Machine (2005). Foi lançado como terceiro single do álbum em janeiro de 2006.

## Videoclipe
O vídeo foi dirigido e editado por Michael Blieden, estreou no site oficial da Apple em agosto de 2005. O vídeo começa com Apple e o comediante Zach Galifianakis juntos na cama, e mais tarde andando pelas ruas, enquanto Galifianakis sincroniza com seus lábios a música.